# Fronsoma ellenbergeri
Fronsoma ellenbergeri is een vliesvleugelig insect uit de familie Eurytomidae. De wetenschappelijke naam is voor het eerst geldig gepubliceerd in 1955 door Risbec.